# شرلوك هولمز يواجه الموت (فلم 1943)
شرلوك هولمز يواجه الموت  (بالإنجليزية: Sherlock Holmes Faces Death) فيلم من سلسلة أفلام شرلوك هولمز انتج عام 1943 مأخوذ عن رواية وصية عائلة موسغريف من تأليف ارثر كونان دويل وتدور أحداثه في دارتمور بديفون في غربي إنجلترا.

## مقالات ذات صلة
- شرلوك هولمز

## روابط خارجية
- شرلوك هولمز يواجه الموت على موقع IMDb (الإنجليزية)
- شرلوك هولمز يواجه الموت على موقع روتن توميتوز (الإنجليزية)
- شرلوك هولمز يواجه الموت على موقع نتفليكس (الإنجليزية)
- شرلوك هولمز يواجه الموت على موقع Turner Classic Movies (الإنجليزية)
- شرلوك هولمز يواجه الموت على موقع أول موفي (الإنجليزية)
- شرلوك هولمز يواجه الموت على موقع فيلمافينيتي (الإسبانية)
- شرلوك هولمز يواجه الموت على موقع قاعدة بيانات الأفلام السويدية (السويدية)
- شرلوك هولمز يواجه الموت على موقع قاعدة بيانات الفيلم (الإنجليزية)
- شرلوك هولمز يواجه الموت على موقع ليتربوكسد (الإنجليزية)
- شرلوك هولمز يواجه الموت على موقع كينوبويسك (الروسية)